# Patryk Wykrota
Patryk Wykrota (* 13. November 2000) ist ein polnischer Leichtathlet, der sich auf den Sprint spezialisiert hat.

## Sportliche Laufbahn
Erste internationale Erfahrungen sammelte Patryk Wykrota im Jahr 2019, als er bei den U20-Europameisterschaften in Borås in der ersten Runde im 200-Meter-Lauf disqualifiziert wurde und mit der polnischen 4-mal-100-Meter-Staffel in 40,34 s den vierten Platz belegte. 2021 gelangte er bei den U23-Europameisterschaften in Tallinn bis ins Halbfinale über 200 m und schied dort mit 21,69 s aus und mit der Staffel gelangte er in 39,67 s auf den vierten Platz. Im Jahr darauf schied er bei den Europameisterschaften in München mit 22,84 s im Halbfinale aus und gewann mit der Staffel in 38,15 s gemeinsam mit Adrian Brzeziński, Przemysław Słowikowski und Dominik Kopeć die Bronzemedaille hinter den Teams aus dem Vereinigten Königreich und Frankreich. 2023 schied er bei den World University Games in Chengdu mit 10,64 s in der ersten Runde über 100 Meter aus und belegte mit der Staffel in 38,96 s den sechsten Platz. Im Jahr darauf kam er bei den Europameisterschaften in Rom mit 20,97 s nicht über den Vorlauf über 200 Meter hinaus.
2022 wurde Wykrota polnischer Meister in der 4-mal-100-Meter-Staffel und von 2022 bis 2024 wurde er Hallenmeister in der 4-mal-200-Meter-Staffel.

## Persönliche Bestzeiten
- 100 Meter: 10,34 s (+0,5 m/s), 10. Juni 2022 in Suwałki
  - 60 Meter (Halle): 6,76 s, 18. Februar 2023 in Toruń
- 200 Meter: 20,67 s (+1,7 m/s), 4. Juli 2022 in Sotteville-lès-Rouen
  - 200 Meter (Halle): 20,94 s, 19. Februar 2023 in Toruń